# Ernesta Stern
Ernesta Stern (8 décembre 1854, Trieste - mai 1926), née Maria-Ernesta de Hierschel-Minerbi, également connue sous le pseudonyme de Maria Star, est une femme de lettres et une philanthrope française.

## Biographie
Issue d'une famille juive vénitienne anoblie par François-Joseph, Ernesta Stern est née le 8 décembre 1854 à Trieste, alors sous le contrôle de l'empire austro-hongrois. Son père est Léon de Hierschel (1807-1881) et sa mère Clementina Minerbi (1816-1905). Elle est la cadette de trois frères et d'une sœur. Elle épouse en 1874 le banquier Louis Stern (1840-1900), fils d'Antoine Jacob Stern et beau-frère de Sophie Croizette. Elle est la mère de Jean Stern.

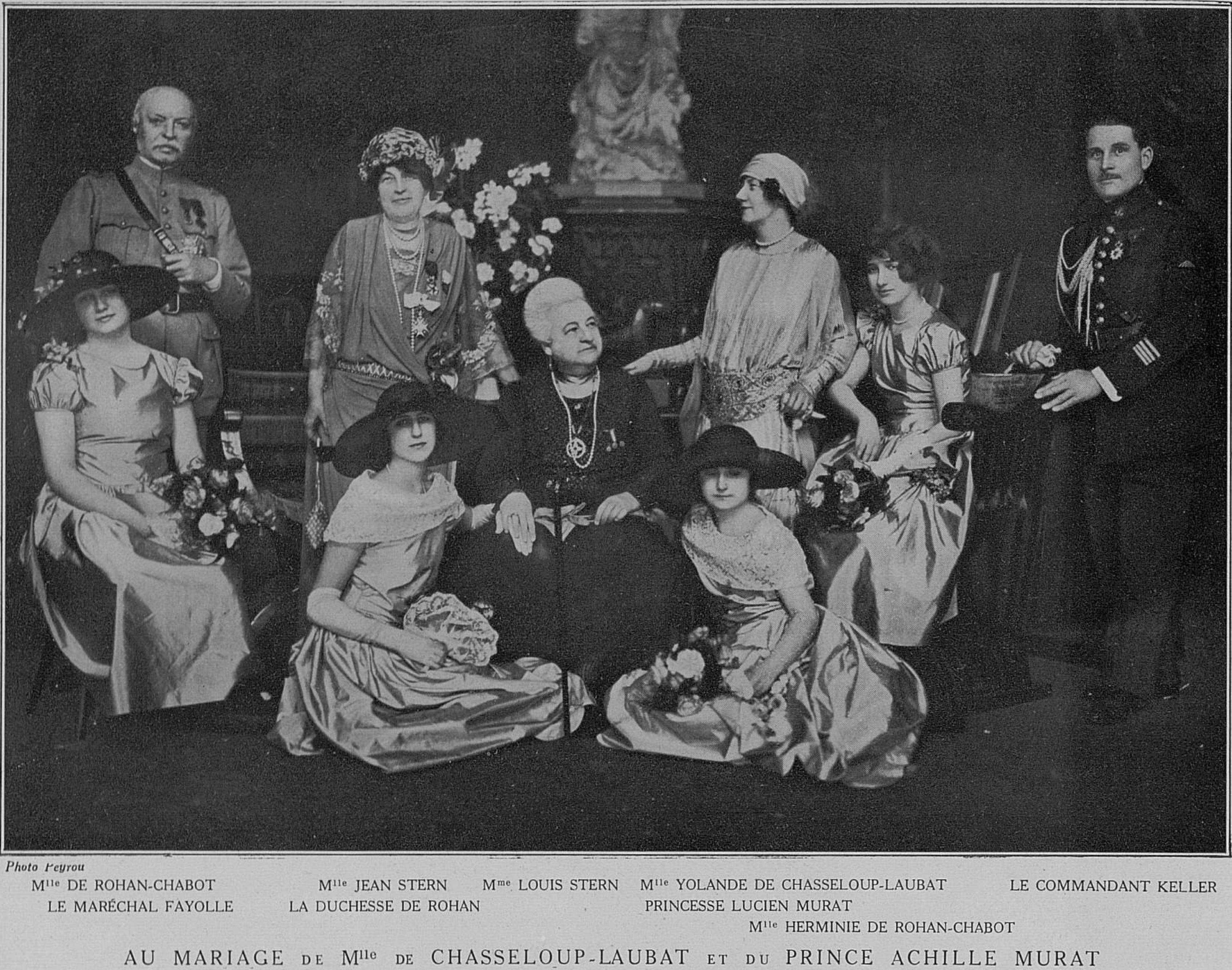
Ernesta Stern entourée de sa famille, au mariage de sa petite-fille Mlle Magdeleine de Chasseloup-Laubat avec le prince Achille Murat.

Elle tient un salon, dans son hôtel particulier du 68 rue du Faubourg-Saint-Honoré, réputé l'un des plus brillants de Paris avant la Première Guerre mondiale : elle y accueille notamment l'inventeur du Futurisme, Filippo Tommaso Marinetti, mais également Marcel Proust. C'est là qu'elle écrit de nombreux contes et récits d'inspiration vénitienne. 
Ernesta Stern est faite chevalier de la légion d'honneur en 1920.
Propriétaire du Palazzetto Stern (it), elle se fait construire la Villa Torre Clementina, à Roquebrune-Cap-Martin, en 1904 par l'architecte Lucien Hesse. Sa résidence de Villa Torre Clementina est inscrite aux monuments historiques.

## Publications
- Au fil des pensées (1896)
- Autour du cœur (avant-propos de Hugues Le Roux, 1897)
- Quinze jours à Londres (1898)
- Impressions d'Espagne (1900)
- Âmes de chefs-d'œuvre (1901)
- Chaînes de fleurs (1903)
- Terre des symboles (1903)
- Visions de beauté (1907)
- Le Cœur effeuillé, comédies (1907)
- Les légendes de Venise (1909)
- Les deux gloires (1909)
- Faut-il pardonner, roman (1911)
- Lettre autographe signée d'Ernesta Stern à Jules Massenet, 21 mars 1912 (1912)
- Qui l'emporte ? roman (1912)
- Suprême amour, roman (préface de Henri Lavedan, 1914)
- Le Baptême du courage : Manuscrit de la Guerre (1916)
- Une vie manquée (1921)
- Au soir de la vie, pensées (1921)
- L'Épervier d'or, roman (1923)
- Sémiramis: roman (1924)

## Sources
- Laura Rièse, Salons littéraires parisiens: du second Empire à nos jours, 1962
- Myriam Chimènes, Mécènes et musiciens: du salon au concert à Paris sous la IIIe République, Fayard, 2004